# مانفريد ملك صقلية
مانفريد هوهنشتاوفن (Manfredi di Hohenstaufen) (فينوزا، 1232 - بينيفنتو، 26 فبراير 1266) ملك صقلية. ابن الإمبراطور الشوابي فريدريك الثاني وبيانكا لانشا. كان الوصي من 1250 و بعد ذلك ملك صقلية من 1258. قُتل مانفريد في معركة بينيفنتو التي خسرها أمام قوات شارل الأول أنجو.
ارتبط اسمه إلى الابد باسم مدينة مانفريدونيا، المدينة التي أسسها عام 1256. كان مقرراً للمدينة أن تكون عاصمة بوليا التجارة عبر منطقة البحر الأبيض المتوسط.